# 近藤忠孝
近藤 忠孝（こんどう ただたか／ちゅうこう、1932年4月2日 - 2013年6月5日）は日本の弁護士、政治家。参議院議員（日本共産党公認）を3期務めた。全国公害弁護団連絡会議初代幹事長。

## 来歴
1932年4月2日、東京都北区にて化学工場の労働者の子として生まれる。東京都立大学 (1949-2011)（現首都大学東京）人文学部を卒業後の1960年に日本共産党へ入党。1962年には弁護士を開業、黒田法律事務所（現東京法律事務所）へ入り各種労働事件の弁護を担当する。1965年に青年法律家協会議長、1968年にはイタイイタイ病弁護団副団長に就き、裁判で全面勝訴を勝ち取る。イタイイタイ病裁判では、「勝利するためには被害者のいる現地・富山で弁護士として活動することがどうしても必要」として、一家で当時居住していた東京都から富山へ移住しており、NHK歴史情報番組「その時歴史が動いた 苦しむ患者を救いたい～イタイイタイ病裁判・弁護士たちの闘い～」（2007年3月7日放映）にゲスト出演し当時の状況を証言した。
1974年の第10回参議院議員通常選挙に全国区から出馬し初当選（このときは3年議員だった）、1992年の引退まで3期15年にわたり参議院議員を務めた。議員在職中は大蔵委員、公害・環境対策特別委員に属した。
京都弁護士会会員として、京都府京都市下京区に近藤忠孝法律税務事務所を開設していたが、2013年6月5日に肝硬変のため死去。

## 著書
- 『いのちの重み』（日本共産党中央委員会出版局、1974年2月）
- 『営業と暮らしを守る税金相談』（新日本出版社、1985年12月）
- 『歩かせるな「消費税」』（白石書店、1989年11月）
- 『生活大変国 日本』（新日本出版社、1992年4月）